# 대전가오고등학교
대전가오고등학교(大田加午高等學校)는 대한민국 대전광역시 동구 가오동에 있는 공립 고등학교이다.

## 학교 연혁
- 2006년 11월 6일 : 대전가오고등학교 설립인가
- 2007년 1월 31일 : 대전가오고등학교 준공
- 2007년 3월 1일 : 제1대 이태봉 교장 취임
- 2007년 3월 2일 : 대전가오고등학교 개교 및 입학식 (남 103명, 여 111명 계 214명)
- 2008년 10월 10일 : 2009학년도 24학급 증설 인가
- 2010년 2월 5일 : 제1회 졸업식(214명 졸업)
- 2023년 3월 1일 : 제9대 노현주 교장 취임
- 2023년 12월 28일 : 제15회 졸업식(190명)
- 2024년 3월 4일 : 제18회 입학식(8학급 남 106명, 여 115명)

## 참고 자료
- 대전가오고등학교 - 한국교육학술정보원 학교알리미